# Cal Basté
Cal Basté és una obra eclèctica de Canet de Mar (Maresme) protegida com a Bé Cultural d'Interès Local.

## Descripció
Es tracta d'un edifici cantoner de planta baixa i dos pisos. A la part del darrere té un pis menys. La jerarquia dels diferents nivells queda ben marcada a la façana mitjançant el tractament de les obertures. Dues portes donen accés a l'immoble i tenen al costat grans finestrals. Al primer pis hi ha finestres de diferent mida i en un costat hi ha un balcó corregut amb barana de ferro fos que consta de tres portes balconeres. Pel que fa al segon pis les finestres apareixen agrupades de dos en dos, menys un grup de tres. La coberta és plana i rematada amb una barana d'obra.